# Vachellia caven
Vachellia caven là một loài thực vật có hoa trong họ Đậu. Loài này được (Molina) Seigler & Ebinger mô tả khoa học đầu tiên năm 2005.